# Poulsen
Poulsen Roser ApS es un negocio familiar de horticultura danés fundado por el pionero danés de rosas de florecimiento en racimo Dorus Theus (D.T.) Poulsen y que han continuado sus descendientes hasta la actualidad. La dedicación del vivero se ha enfocado en la creación de híbridos de rosas del grupo Floribunda desde sus inicios.
Desde la década de 1970 se ha abierto una nueva via de creación de obtentores del grupo Patio que combinan características de grandes rosas en miniatura y pequeñas floribundas.
La empresa danesa de creación de obtentores y cultivares de rosas nuevas, su cultivo y suministro "Poulsen Roser ApS" siempre ha estado dirigida por el equipo formado por familiares descendientes de Dorus Theus Poulsen. Con el código Poulsen están incluidos los creadores de rosas, Poulsen, Dorus Theus (1851 - 1925)/Poulsen, Dines (1879 - 1940)-hijo mayor de Dorus Theus Poulsen/Poulsen, Svend 1884 - 1974), tercer hijo de Dorus Theus Poulsen/Poulsen, Niels Dines (1919 - ), único hijo de Svend Poulsen, empezó a hibridar rosas en 1954/Poulsen, Pernille, casada con Mogens Olesen

## Historia
Dorus Theus Poulsen (D.T.) nació en 1851 de una familia de agricultores en Dinamarca. Comenzó un vivero cerca de Copenhague. Tenía tres hijos y Dines el mayor, fue enviado a Tréveris en Alemania, donde trabajó durante un año con el gran criador de rosas alemán Peter Lambert. Después de esto, pasó algún tiempo en Stanmore en Inglaterra y luego regresó a Dinamarca para hacerse cargo de los nuevos locales Poulsen cerca de un pueblo llamado Kelleriis en el norte de la isla de Zelanda.
Poulsen introdujo lo que se considera la primera floribunda, Rodhatte', en 1912, y sus hijos Dines y Svend continuaron su trabajo con este tipo de rosa. Dines produjo en 1911 la variedad de rosa Polyantha a la que llamó 'Ellen Poulsen', seguido por 'Red Riding Hood'. Alrededor de 1914, Dines traspasó la hibridación de rosas a su hermano menor, Svend. La última rosa que Svend Poulsen introdujo fue en 1958. Era la rosa de color rojo brillante y amarillo 'Rumba'. Svend murió en 1974. 
El hijo de Svend, Niels fue galardonado con la "RNRS Deam Hole Medal" en 1994. El vivero sigue siendo dirigida por su hija Pernille conjuntamente con su marido Mogens Olesen.
La rosa Floribunda, de flores rosas en racimos son el resultado de cruces de Polyanthas e híbrido de té. Gran parte del trabajo original en floribundas fue hecho por el hibridiador danés Poulsen DT, que estaba tratando de aumentar las rosas que florecen en los duros inviernos y estaciones de crecimiento cortas de Escandinavia. 

## Algunas creaciones de Poulsen

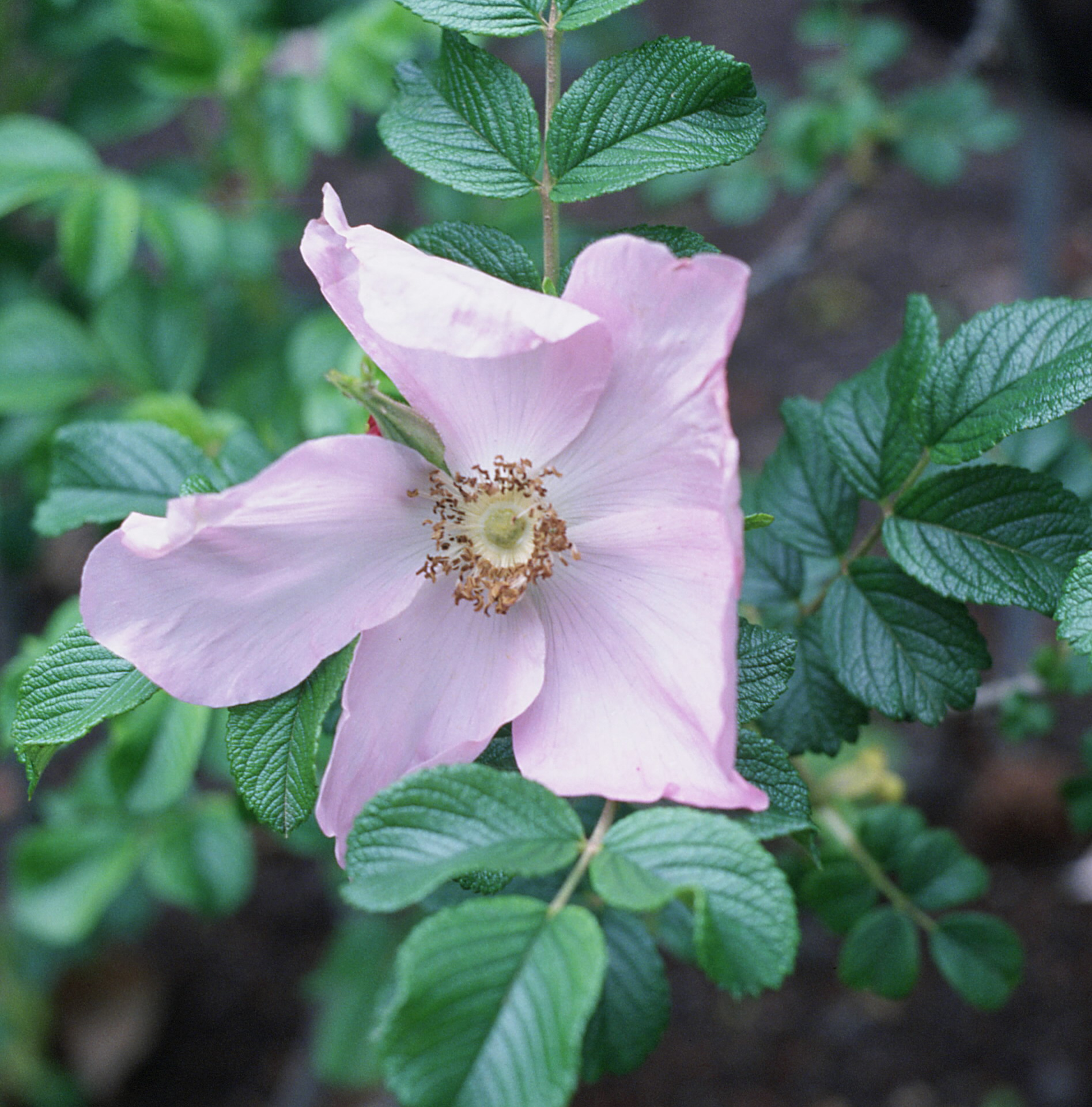
'Fru Dagmar Hastrup', Poulsen 1914.
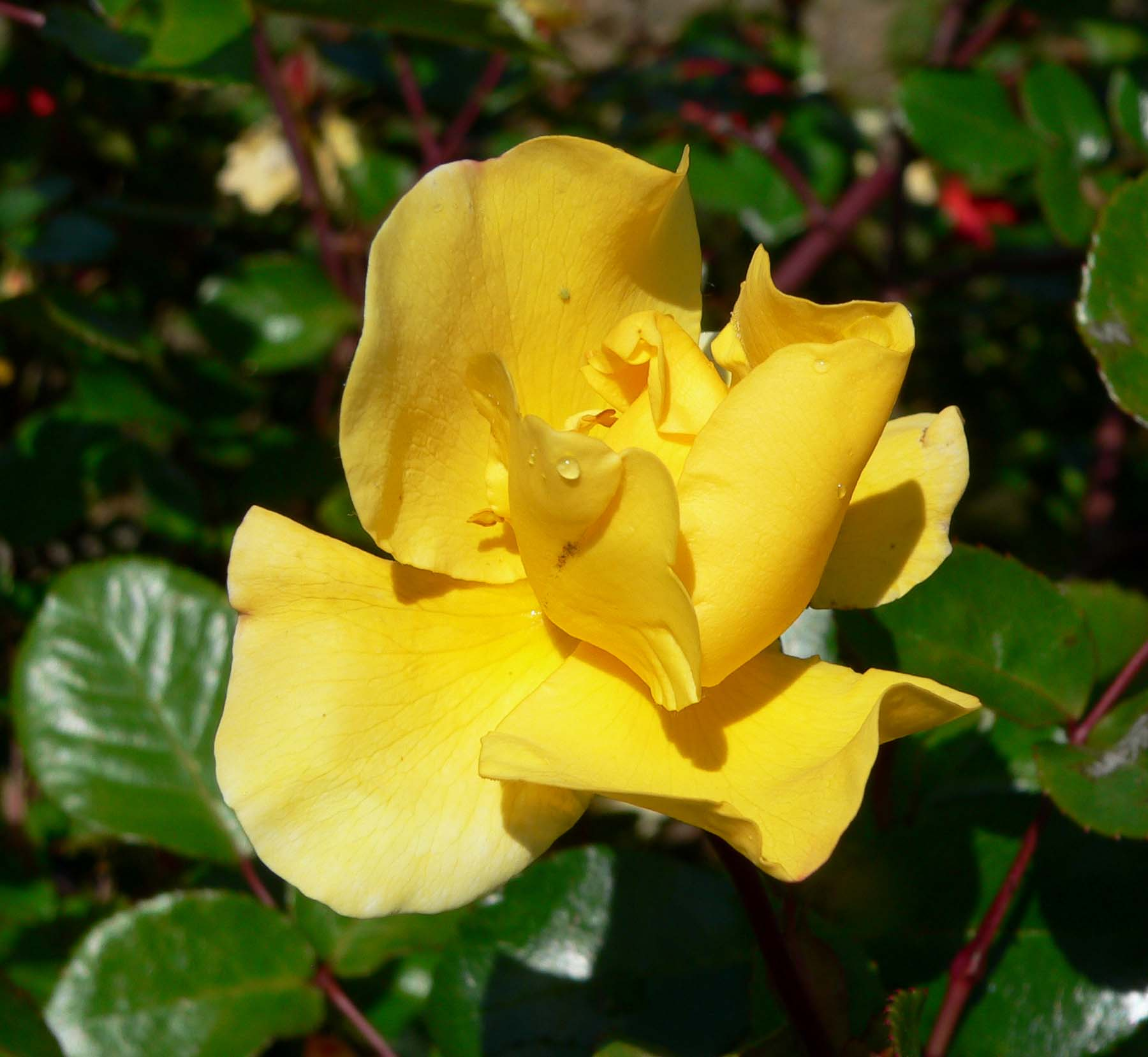
'Poulsen's Yellow', Poulsen 1939.
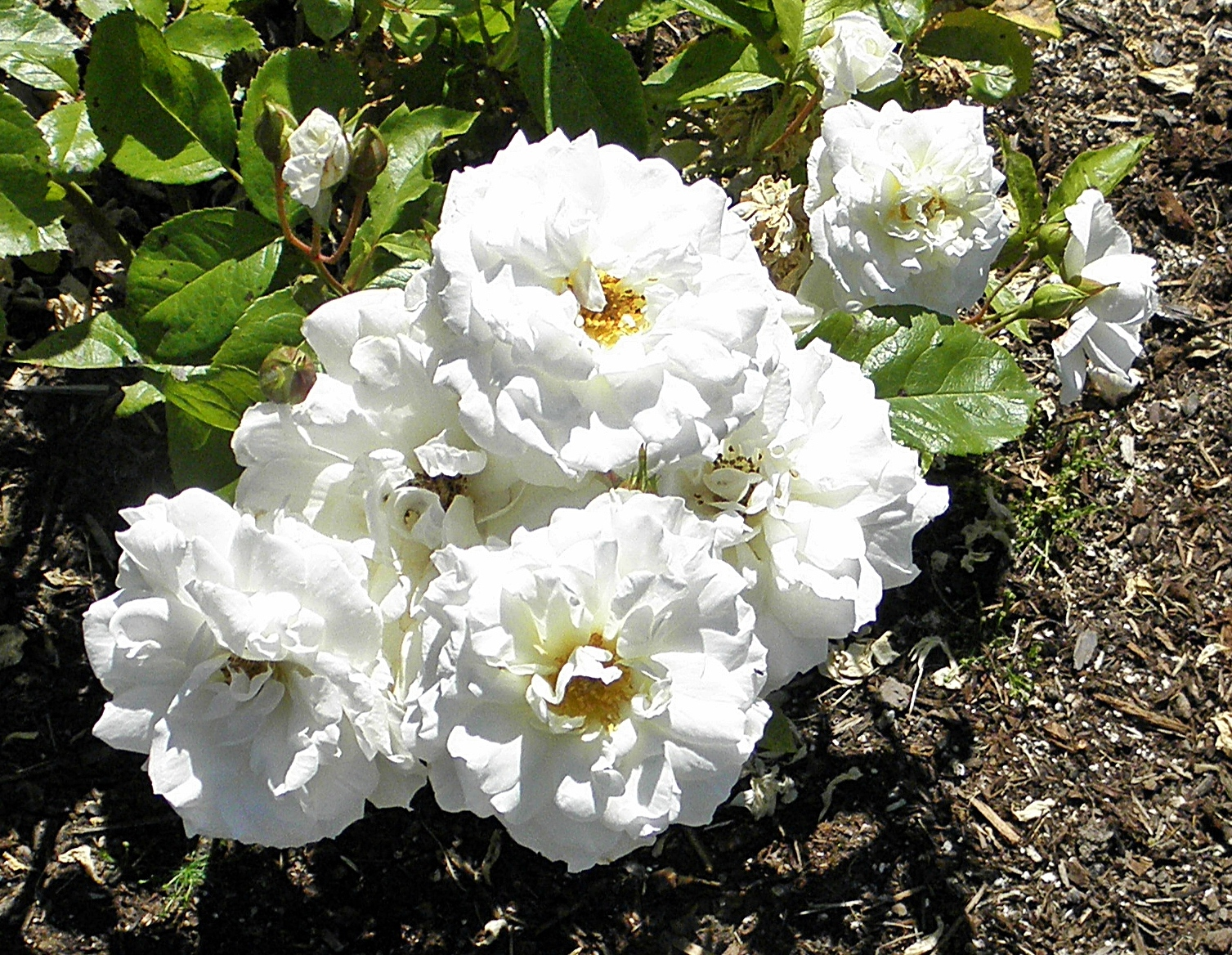
'Irene of Denmark', Poulsen 1948.
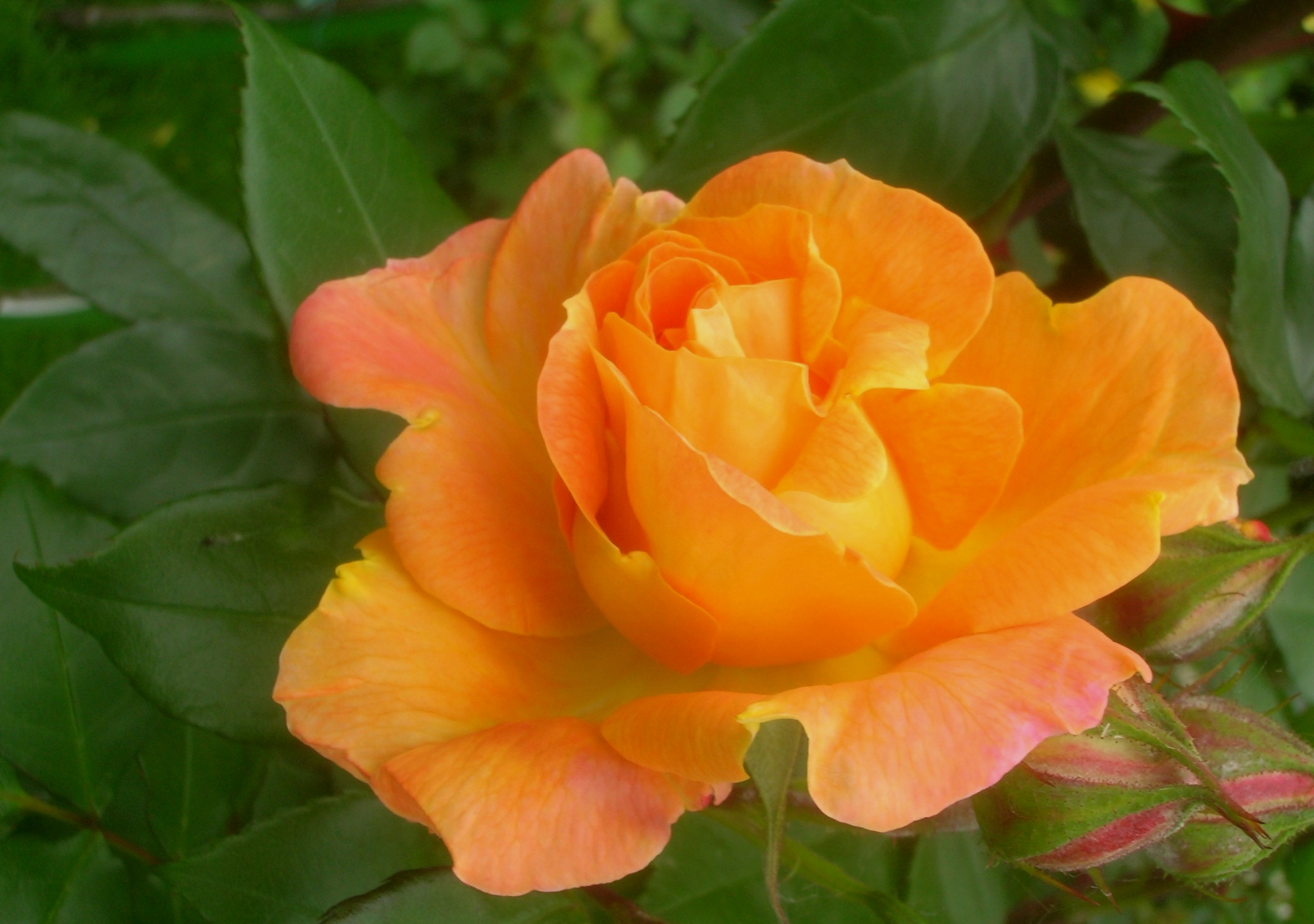
'Rumba', Poulsen 1960.
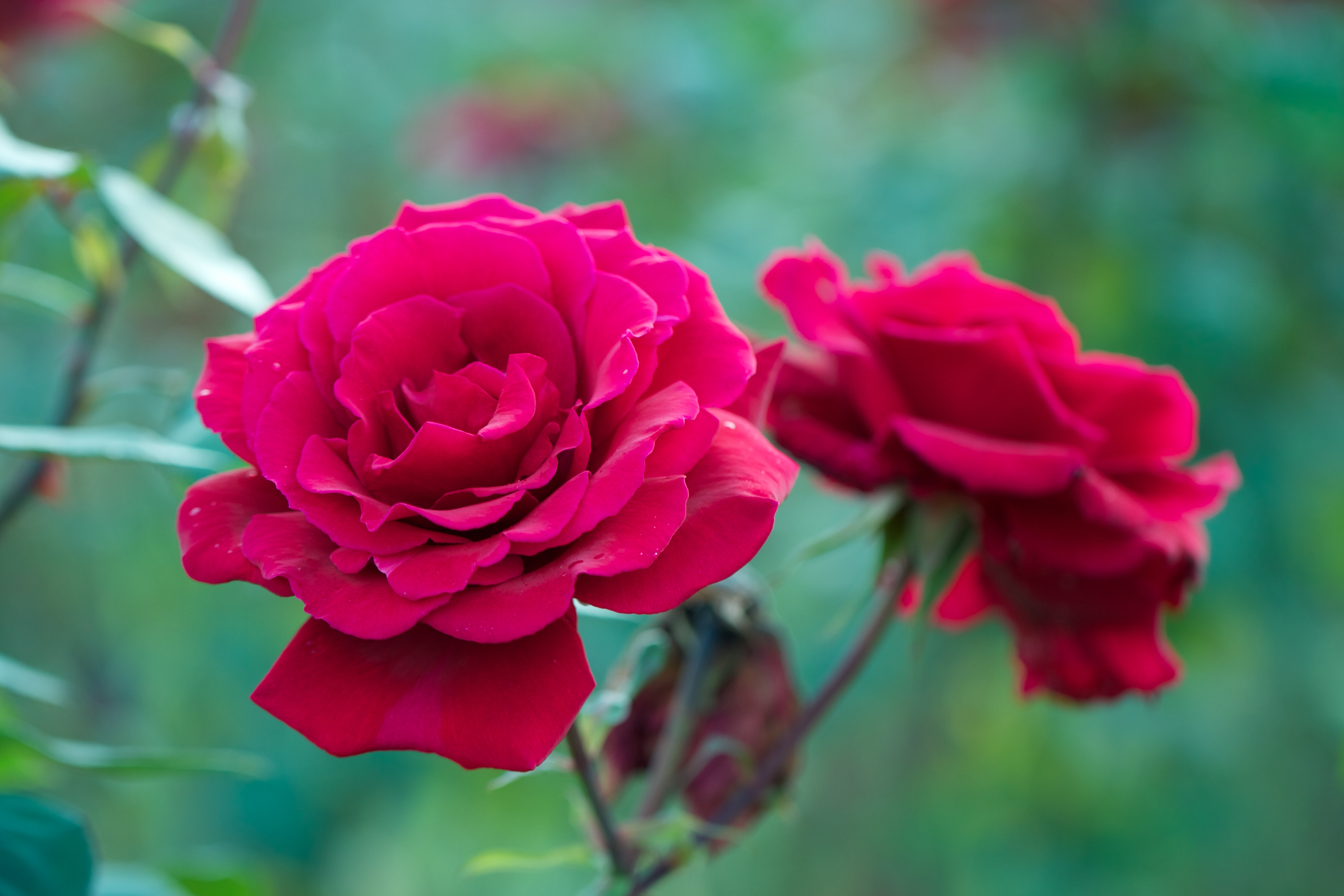
'Nina Weibull', Poulsen 1961.
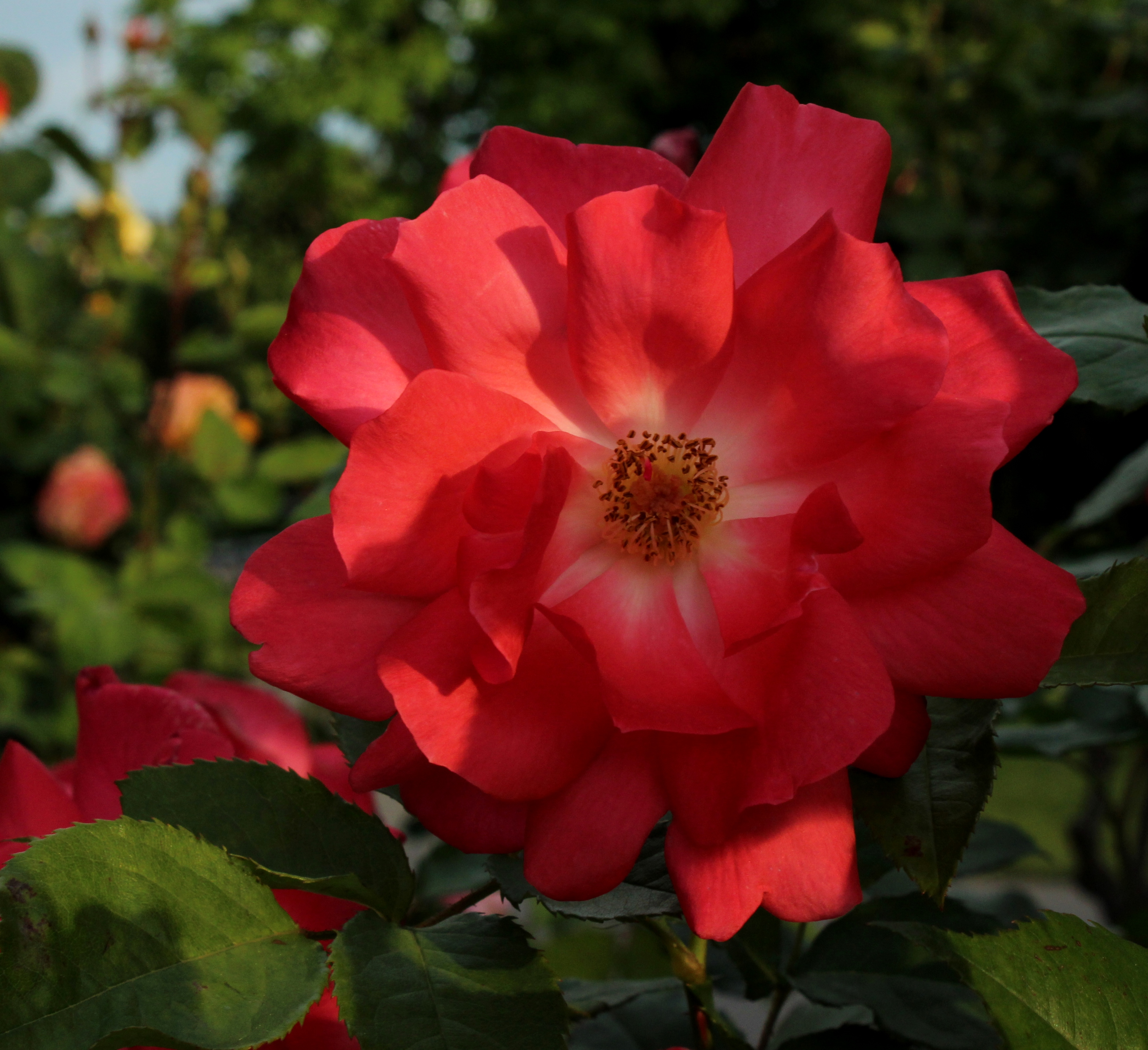
'Pernille Poulsen', Poulsen 1965.
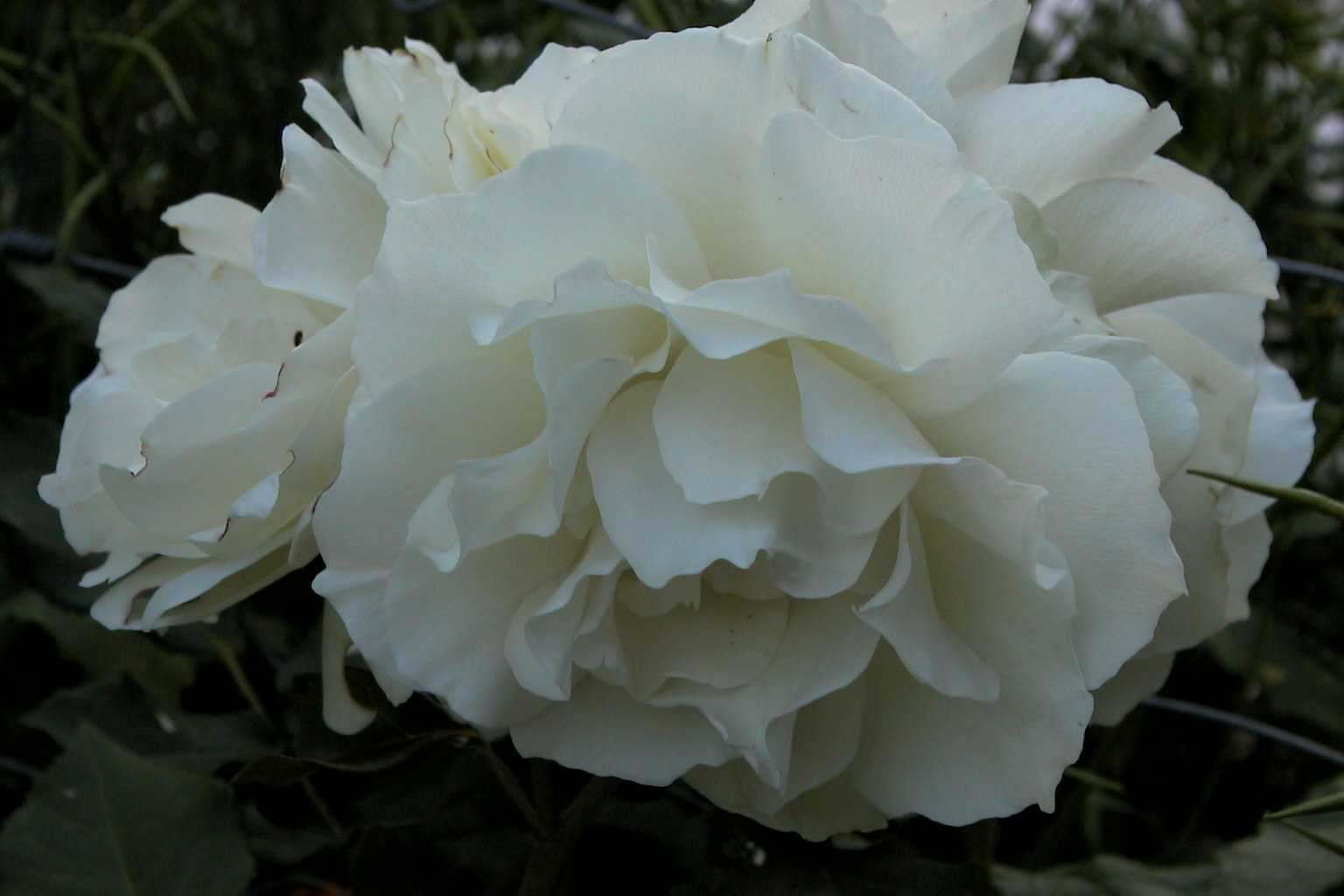
'Snowline', Poulsen 1970.
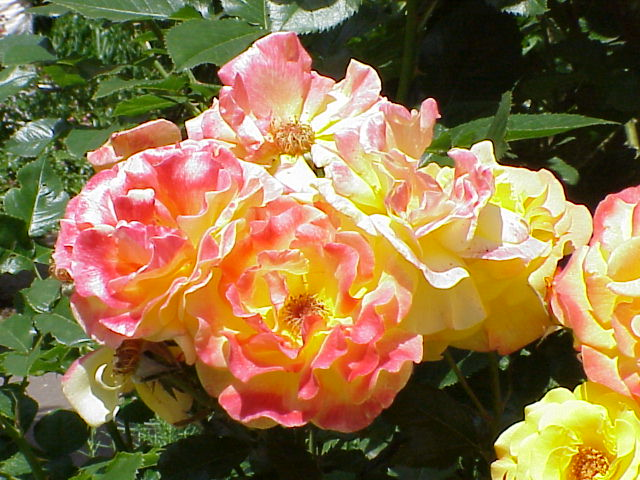
'Night Light', Poulsen 1982.
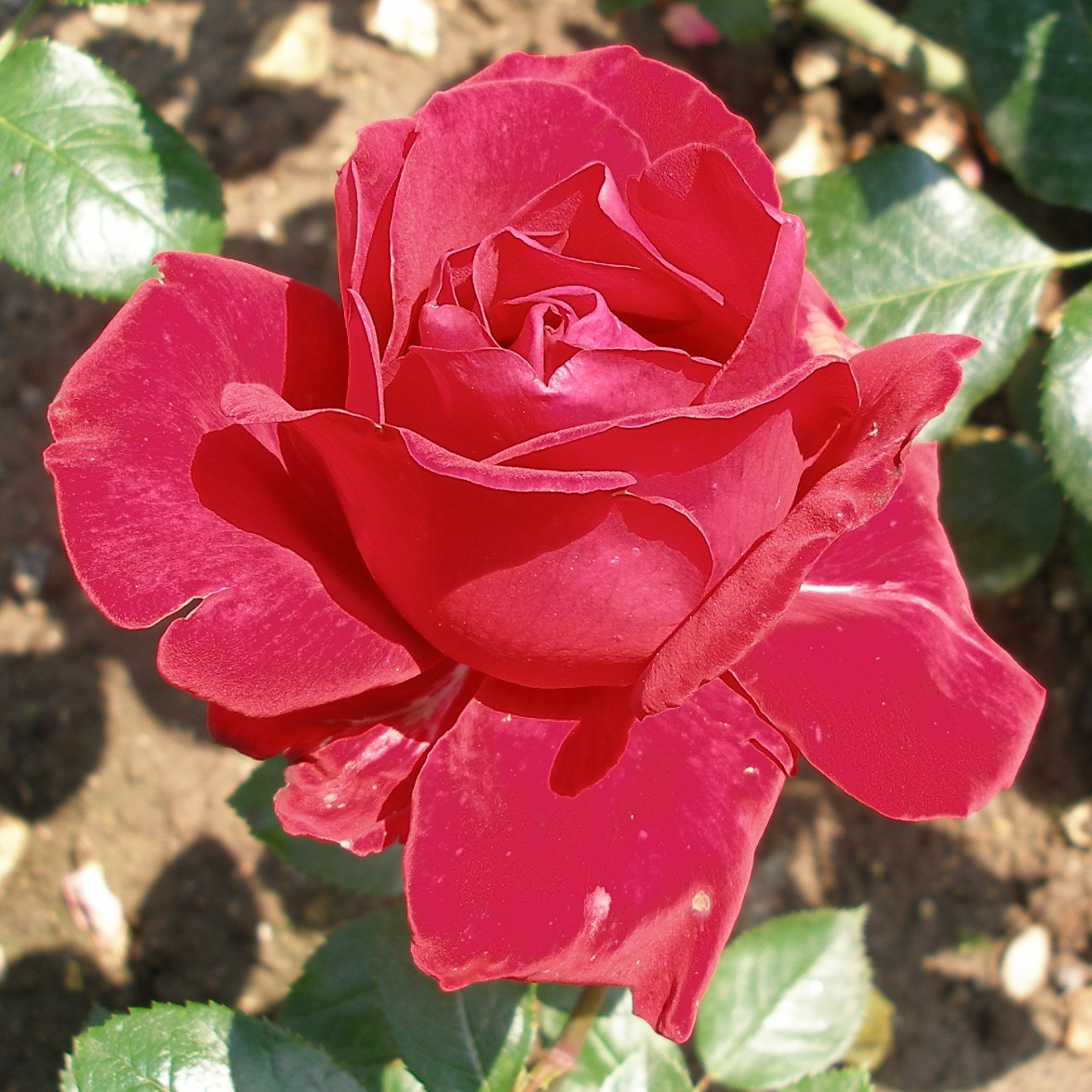
'Ingrid Bergmann', Poulsen 1984.
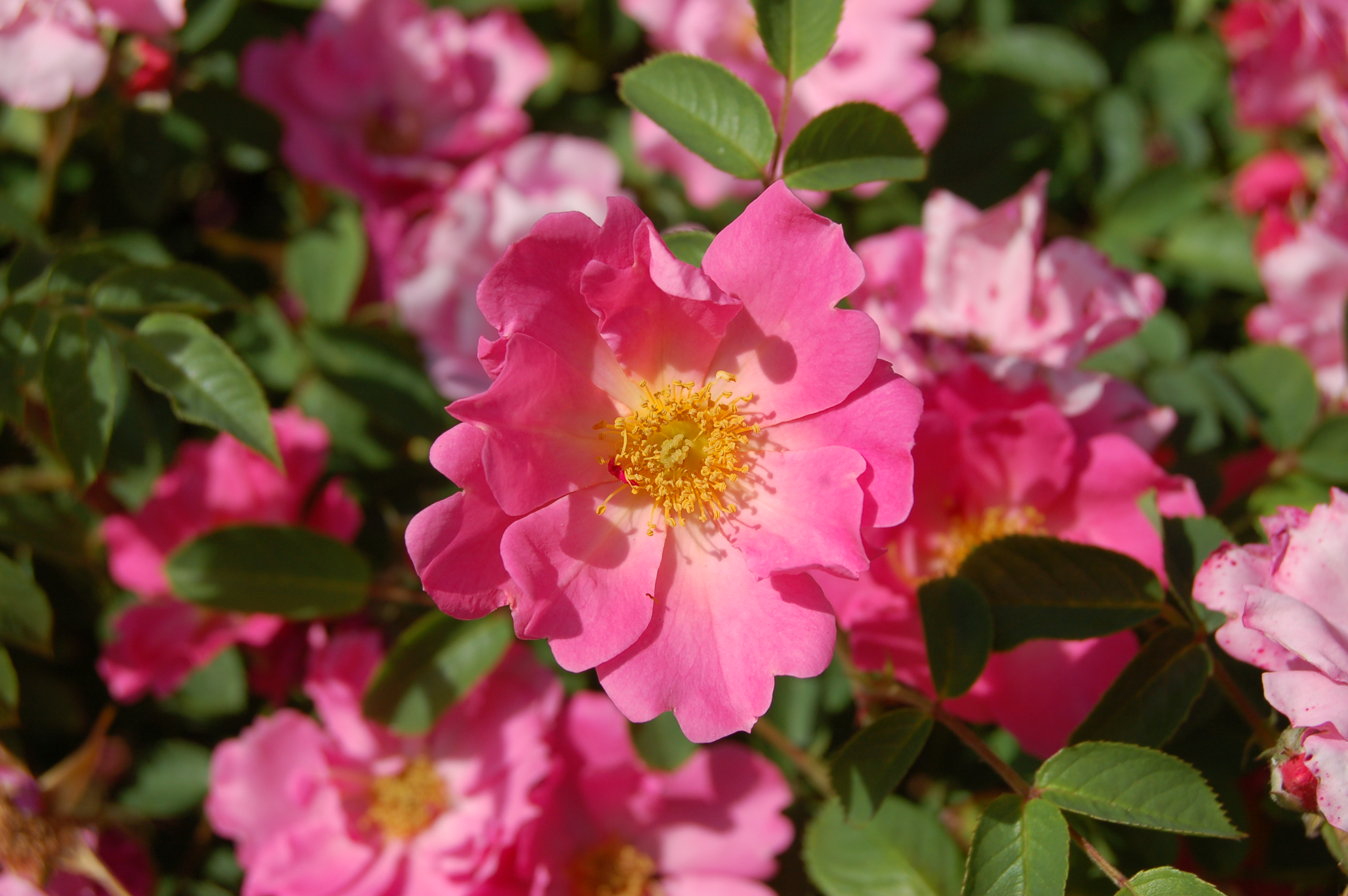
'Astrid Lindgren', Poulsen 1989.
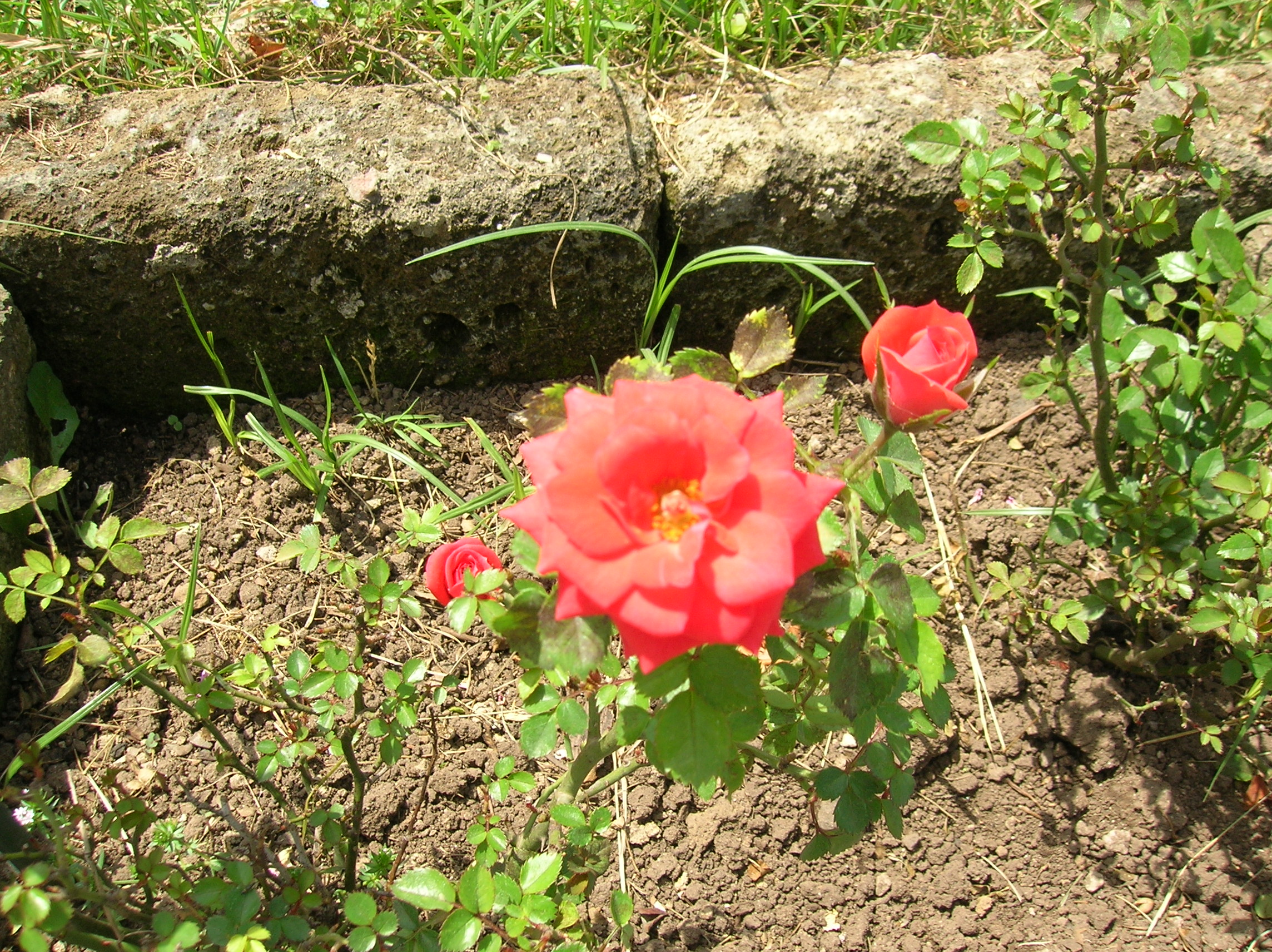
Grupo Patio 'Shrimp Hit', Poulsen 1991.
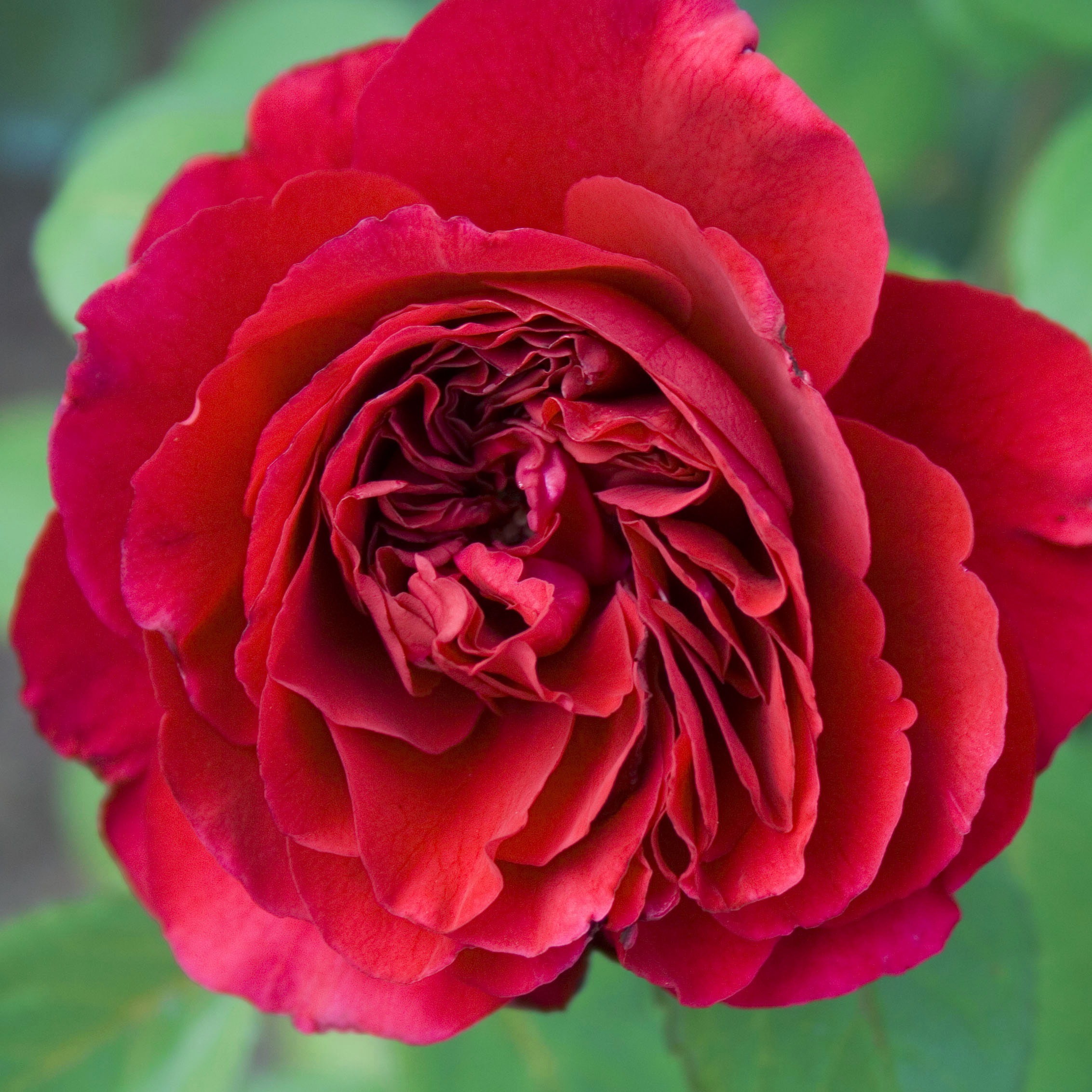
'Nadia Renaissance', Poulsen 1998.